# Charlton Horethorne
Charlton Horethorne is een civil parish in het bestuurlijke gebied South Somerset, in het Engelse graafschap Somerset met 591 inwoners.

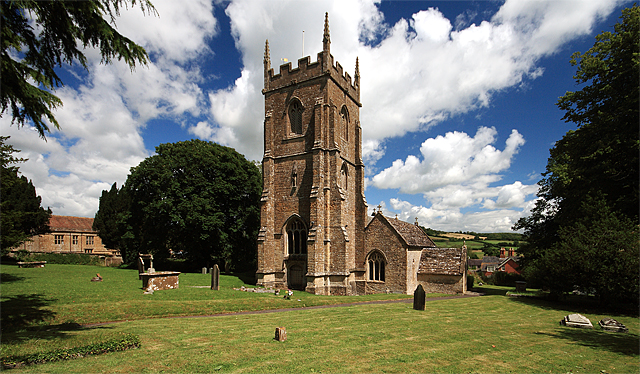
Parochiekerk van St. Petrus en St. Paulus